# In nomine Domini
In nomine Domini (в превод от латински: В Божието име) е папска була на римския папа Николай II от 13 април 1059 г., с която кардиналите стават единствени избиратели на римските папи. Както и останалите папски були, и тази получава името си по първите думи от текста.

## Значение и последици
In nomine Domini е първата от поредицата от були, които радикално реформират процеса на избор на римските папи. Булата премахва почти напълно имперското влияние при изборите, макар че императорите формално не се отказват от привилегиите си във връзка с папското назначение и одобрение до Вормския конкордат през 1122 г.
In nomine Domini значително увеличава властта на кардиналите в периода на Sede vacante, която впоследствие е разширена и кодифицирана от папа Александър III в апостолическата конституция Licet de vitanda от 19 март 1179 г. по време на Третия латерански събор.